# Aspitates sterrharia
Aspitates sterrharia là một loài bướm đêm trong họ Geometridae.